# Jared Donaldson
Jared Donaldson (ur. 9 października 1996 w Providence) – amerykański tenisista.

## Kariera tenisowa
Zawodowym tenisistą został w 2014 roku. Wygrał 1 turniej rangi ATP Challenger Tour w grze pojedynczej. W sierpniu 2017 awansował po raz pierwszy do ćwierćfinału rozgrywek ATP World Tour, podczas zawodów kategorii ATP World Tour Masters 1000 w Cincinnati. W 1 rundzie wyeliminował Roberta Bautistę-Aguta, natomiast przegrał z Johnem Isnerem.
W rankingu gry pojedynczej najwyżej był na 48. miejscu (5 marca 2018), a w klasyfikacji gry podwójnej na 327. pozycji (2 lutego 2015).

### Zwycięstwa w turniejach ATP Challenger Tour w grze pojedynczej
| Końcowy wynik | Nr | Data          | Turniej | Nawierzchnia | Przeciwnik      | Wynik finału |
| ------------- | -- | ------------- | ------- | ------------ | --------------- | ------------ |
| Zwycięzca     | 1. | 1 lutego 2015 | Maui    | Twarda       | Nicolas Meister | 6:1, 6:4     |